# Лахин, Юрий Николаевич
Ю́рий Никола́евич Ла́хин (23 июля 1952, Запорожье — 27 января 2021, Москва) — советский и российский актёр театра и кино. Заслуженный артист РСФСР (1988).

## Биография
Родился 23 июля 1952 года в Запорожье, но вскоре вместе с родителями переехал на Урал.
Будучи студентом Свердловского театрального училища, в конце 1970 годов дебютировал в кино. Окончив училище в 1978 году (мастер курса — В. И. Анисимов), получил приглашение войти в труппу Свердловского академического театра драмы, в котором проработал до 1989 года.
В 1989 году переехал в Москву и до 1996 года играл в Театре на Покровке, также был помощником худрука театра С. Н. Арцибашева.
В 1996—2008 годах сотрудничал с театром «Сатирикон».
Скончался 27 января 2021 года в Москве на 69-м году жизни. Причиной смерти стали осложнения после перенесённого ОРЗ. Похоронен на Перепечинском кладбище в Подмосковье.

### Семья
Со времён работы в Свердловском театре драме был женат на актрисе Елене Борисовой, детей у них не было.

## Театральные роли
- «А этот выпал из гнезда» К. Кизи — Макмерфи
- «Гамлет» У. Шекспира — Клавдий, Призрак
- «Дикарь» А. Касона — Пабло
- «Доходное место» А. Островского — Вышневский
- «Жак и его Господин» М. Кундеры — Сен-Оуэн
- «Кьоджинские перепалки» К. Гольдони — Исидоро, помощник судьи
- «Лев зимой» Д. Голдмена — Генри II Плантагенет
- «Ромео и Джульетта» У. Шекспира — Эскал, князь Вероны
- «Синьор Тодеро хозяин» К. Гольдони — Пеллегрин
- «Слуги и снег» А. Мёрдок — Камердинер Фредерик

## Фильмография
| Год       |   | Название                            | Роль                                              |
| --------- | - | ----------------------------------- | ------------------------------------------------- |
| 1973—1983 | с | Вечный зов                          | Василий Кружилин, сын Поликарпа                   |
| 1982      | ф | Тем, кто остается жить              | Максимов                                          |
| 1983      | ф | Здесь твой фронт                    | главный инженер                                   |
| 1988      | ф | За кем замужем певица?              | Николай Кошелев                                   |
| 1991      | ф | Сказка на ночь                      | телохранитель                                     |
| 1992      | ф | Только не уходи                     | Имя персонажа не указано                          |
| 1994      | ф | Хоровод                             | аппаратчик                                        |
| 2001      | с | Сыщики                              | Цаплин                                            |
| 2002      | ф | Антикиллер                          | «Зима», вор в законе                              |
| 2002      | ф | Порода                              | полковник Бронин                                  |
| 2002      | с | Следствие ведут ЗнаТоКи. Пуд золота | Тарасов                                           |
| 2002      | с | Тайный знак                         | Владимир Сотников, отец Олега                     |
| 2003      | ф | Трио                                | Василь                                            |
| 2003      | ф | Жизнь одна                          | доктор                                            |
| 2003      | с | Оперативный псевдоним               | Клевец                                            |
| 2003      | с | Тайный знак—2. Возвращение хозяина  | Сотников                                          |
| 2004      | с | Тайный знак—3. Формула счастья      | Сотников                                          |
| 2005      | с | Талисман любви                      | мельник Мирон                                     |
| 2006      | с | Громовы                             | начальник колонии                                 |
| 2007      | с | Эксперты                            | следователь Морозов                               |
| 2006      | ф | Консервы                            | командир спецназа Скрябин                         |
| 2007      | с | Ликвидация                          | полковник Чусов, начальник контрразведки          |
| 2007      | с | Национальное достояние              | генерал-лейтенант                                 |
| 2007      | ф | Синьор Тодеро хозяин                | Пеллегрин, сын Тодеро                             |
| 2008      | с | Кружева                             | Дмитрий Давыдов                                   |
| 2008      | с | Осенний детектив                    | Вадим Стрекалов                                   |
| 2008—2011 | с | Обручальное кольцо                  | Геннадий Павлович Лукин                           |
| 2009      | с | Исаев                               | Прохоров, председатель Ревтрибунала               |
| 2011      | с | Ярость                              | Валентин                                          |
| 2011      | ф | Высоцкий. Спасибо, что живой        | врач                                              |
| 2013      | с | Сын отца народов                    | Николай Власик                                    |
| 2013—2018 | с | Молодёжка                           | Виктор Анатольевич, отец Андрея Кисляка, прокурор |
| 2014      | с | Верни мою любовь                    | Дядя Вася                                         |
| 2018      | с | Спящие                              | Мишин                                             |
| 2019      | с | Зорге                               | Херфер, журналист из Берлина                      |

## Звания и признание
- заслуженный артист РСФСР (1988)[8];
- лауреат свердловского областного конкурса «Браво!» — 1987 — «Лучшая мужская роль» за роль Макмерфи в спектакле «А этот выпал из гнезда»[9];
- лауреат премии за лучшую мужскую роль на Всесоюзном фестивале современной пьесы[источник не указан 987 дней];
- лауреат премии имени Анатолия Папанова за лучшую мужскую роль на фестивале русской комедии[9].

## Отзывы коллег
Игравший в Свердловской драме в одни с Лахиным годы драматург Николай Коляда:
…он был ведущим актёром в Свердловской драме. Играл всё. Кто из старшего поколения не помнит его «Дикаря»? Они играли спектакль с Таней Малягиной. Когда я писал пьесу «Птицу Феникс», то я написал об этом спектакле и о том, как это было.«Комсомольская правда» 27 января 2021
Часто пересекавшийся с Лахиным на съёмочной площадке Борис Каморзин:
Он был замечательным актёром, но недооценённым. Режиссёры понимали, какого уровня это актёр. При этом многие были раскручены куда больше, чем он. Не сказать, чтобы Юрий не был востребован. Но больших ролей могло быть и больше, справедливости ради.«Комсомольская правда» 27 января 2021